# پوستازامور
پوستازامور (به مجاری:  Pusztazámor) یک شهرداری در مجارستان است. پوستازامور ۹٫۲۸ کیلومتر مربع مساحت و ۱٬۱۵۷ نفر جمعیت دارد.